# Хайнрих Киперт
Хайнрих Киперт (на немски: Johann Samuel Heinrich Kiepert) е германски географ и картограф, изработил около 400 карти и значителен брой атласи. Член е на Пруската и на Австрийската академия на науките.

## Биография
Роден е на 31 юли 1818 година в Берлин, Германия, син на богат бизнесмен. Завършва Хумболтовия университет на Берлин, в който усилено изучава история, география и филология. Става известен с множеството си публикувани географски трудове.
През 1876 година публикува етнографска карта на Балканския полуостров, която се ползва при Цариградската конференция и Берлинския конгрес. Ото фон Бисмарк оценява картата с високо. През 1894 година е издаден негов атлас, озаглавен „Formae orbis antiqui“, описващ древния свят.
Умира на 21 април 1899 година в Берлин на 80-годишна възраст.